# Rivula basalis
Rivula basalis är en fjärilsart som beskrevs av George Francis Hampson 1891. Rivula basalis ingår i släktet Rivula och familjen nattflyn. Inga underarter finns listade.